# 朝田ばなな
朝田 ばなな（あさだばなな、1990年2月12日 - ）は日本の元AV女優。埼玉県出身。

## 略歴・人物
- AKB48の大島優子に似ていることから、それにちなんだ出演作品がある[1]。
- 素人系の作品に出る場合は「ゆうこ」名義を使うこともある。

## 出演作品
- 10人姉妹の真ん中に男は僕1人だけ！ 大家族2 赤木家の下半身お騒がせ温泉バスツアー（10月21日、ディープス）他9名共演[2]
- 人気投票で選抜されたTop3による国民的アイドルユニット結成デビュー（2010年12月23日、SODクリエイト）共演:琥珀うた 、友田彩也香[2]
- A○B4○ 妄想レイプ（2011年1月15日、ワンズファクトリー） 他出演:朝田ばなな、友田彩也香、星山里穂[2]
- 巨乳女医と微乳ナースの癒らし治療HOSPITAL（2月15日、PSYCHEDELIC PUPPET）他出演:JULIA、橘なお、みづなれい、野中あんり[2]
- 女子校生に授業中いきなりAVを見せたら静まりかえり生唾飲み込んでパンツを濡らした（2011年6月4日、ヒビノ）共演:橘ひなた、篠田ゆう、望月さやか[2]
- 美少女・ケツ穴強制姦通倶楽部（2011年6月19日、ドグマ）[2]
- ハイパーおならトランスダンス（2011年9月20日、アイリング）[2]
- 超激似!!国民的アイドルユニット とってもHで恥ずかしいネ申バラエティAV‘SODINGO’全員集合スペシャル（2011年10月6日、SODクリエイト）共演:椎名ひかる、橘美穂、朝倉ことみ、友田彩也香、琥珀うた、朝田ばなな
- 世界で一番大きなチンポを持つ男のSEX 琥珀うた、椎名ひかる、友田彩也香
- 部活終わりの女子校生に超秘伝エスニック系媚薬入りドリンクを飲ませたらブルマを濡らしてチ○ポを欲しがった。（10月6日、ヒビノ）共演:有村千佳、藤原ひとみ、安西アキ[2]
- 世界で一番大きなチンポを持つ男のSEX（10月19日、ROOKIE）琥珀うた 椎名ひかる、友田彩也香[2]
- MOODYZファン感謝祭 うらバコバコバスツアー2011 補欠者救済プロジェクト!!（2011年11月1日、MOODYZ）他多数出演[2]
- 超激似!!国民的アイドルユニット 選抜メンバー総出演!!ネ申アイドルたちがチ○ポ取り合い、奪い合い夢の大乱交SP（2011年11月5日、SODクリエイト）共演:琥珀うた、朝田ばなな、橘美穂、友田彩也香、椎名ひかる、朝倉ことみ[2]
- アイドル級美少女のアナルとマンコにデカマラ2本ブチ込む!（2011年12月1日、ワンズファクトリー）[2]
- 超激似!!国民的アイドルに何度も中出ししよう（ハート）（2011年12月8日、SODクリエイト）他7名出演[2]
- JKお嬢様に丁寧な淫語で連続抜きされてみませんか（2011年12月13日、アロマ企画）[2]
- 即尺・アナル舐め手コキ（2011年12月25日、アロマ企画）他出演:小桜りく、あずみ恋、桜りお[2]
- マジレズ学園（2012年2月1日、U&K）共演:琥珀うた[2]
- 美人母近親調教投稿録（2012年2月5日、NON）[2]
- ぬがせっ!!ハーレム野球拳 2（UMD Video（2012年2月24日、ビデオバンク）他出演:成瀬心美、藤井シェリー、青山ゆい、初音みのり、蓮美カレン、南乃花、里美ゆりあ、原田明絵、芹沢ゆい[2]
- 100％孕ませたい…、人気女優、ゆうこ（2012年4月6日、NON）[2]
- 二穴咆哮発射 PREMIUM 120Min（9月13日、CREAM PIE）他出演:朝桐光、星野あいか、加納瞳、華咲真冬
- AKIBA娘の強制イラマ＆FUCK（12月1日、中嶋興業）他出演:金子きい、のはらももか、高沢沙耶、小西レナ